# تصوير المرارة
التصوير المقطعي للمرارة عن طريق الفم (بالإنجليزية: OCG)‏ هو إجراء إشعاعي يستخدم لتصوير المرارة والقنوات الصفراوية، طُور في عام 1924م من قبل الجراحين الأمريكيين إيفارتس أمبروز غراهام ووارن هنري كول. عادة ما يشار إليه في حالات مرض المرارة المشتبه به، ويمكن إستخدامه أيضًا لتحديد أو إستبعاد وجود إنسداد متقطع للقنوات الصفراوية أو الأمراض الصفراوية المتكررة بعد جراحة المرارة.
حاليًا يفضل استخدام الموجات فوق الصوتية والأشعة المقطعية على تصوير المرارة عن طريق الفم.

## استخدامه
على الرغم من أنه نادرًا ما يتم إجراؤه الآن، فقد استخدمت تقنيات أكثر حداثة. يحدث عوامل أخرى بعد تناوله عن طريق الفم، إذ يمتص الأمعاء عامل التباين ويتركز في المرارة. يمكن بعد ذلك تحديد حصى المرارة المشعة بالأشعة على أنها تشغل عيوبًا بالتنظير التألقي.
التحضير لفحص المرارة عن طريق الفم هو عملية متعددة الخطوات.
قبل الاختبار، يمكنك تناول وجبات عادية. قد يقترح بعض الأطباء تناول وجبة غنية بالدهون على الإفطار أو الغداء، بما في ذلك اللحوم الدهنية والجبن أو منتجات الحليب كامل الدسم أو البيض. يساعدك الصفراء على هضم الدهون، وتناول المزيد من الدهون أكثر من المعتاد. قد يساعد طبيبك على تحديد المشاكل بسهولة أكبر.
قد يطلب منك أطباء آخرون إتباع نظامك الغذائي الطبيعي خلال هذه الفترة الزمنية. إتبع تعليمات طبيبك عن كثب لضمان نتائج اختبار دقيقة.
إتبع نظامًا غذائيًا قليل الدسم في اليوم السابق لفحص المرارة عن طريق الفم.
الخيارات المثالية تحتوي على: دجاج، سمك، خضروات، فواكه، خبز، كريمة الحليب.
في الليلة السابقة للفحص، ينبغي أن تشرب دواء عامل التباين، ومجموعة ستة أقراص في تلك الليلة، واحدة كل ساعة. يتوفر الدواء في شكل أقراص. ويخبرك طبيبك بموعد تناول حبوب منع الحمل الأولى.
خذ كل جرعة من الدواء بكوب كامل من الماء. لا تأكل أي شيء آخر بعد أن تبدأ في تناول عامل التباين.
لا تأكل أو تشرب أي شيء في الصباح من مخطط المرارة عن طريق الفم. إسأل طبيبك مسبقًا إذا كان مسموحًا لك بتناول الأدوية الروتينية، أو إذا كان يجب عليك تخطي جرعتك.
إذا كنت قد أكملت إختبارات الجهاز الهضمي الأخرى في الأيام القليلة التي سبقت فحص المرارة عن طريق الفم، فقد يوصي طبيبك بحقنة شرجية أو ملين لمسح الجهاز الهضمي. يمكن لعوامل التباين المستخدمة في بعض الإختبارات، مثل سلسلة الجهاز الهضمي العلوي (GI) أو حقنة شرجية الباريوم، أن تحجب المرارة وتنظف الأمعاء.

## خطر أو إشارة كونترا
عادة ما تظهر رد فعل تحسسي خفيف لعامل التباين. يمكن أن تشمل الأعراض طفح جلدي وحكة وغثيان.
يمكن أن تشير صعوبات التنفس وتورم الوجه أو الفم إلى رد فعل تحسسي خطير يسمى الحساسية المفرطة. يمكن أن تكون الحساسية المفرطة مهددة للحياة إذا لم يتم علاجها. أخبر طبيبك على الفور إذا واجهت صفير أو ضيق في التنفس أو تورم في الوجه بعد تناول الدواء التحضيري.